# FNNニュース・明日の天気
『FNNニュース・明日の天気』（エフエヌエヌニュース・あすのてんき）は、フジテレビおよびFNN系列局で1968年（昭和43年）10月6日から1998年（平成10年）3月29日まで放送されていたスポットニュース・天気予報番組。放送地域（ネット局）によっては番組名が改題されており、この状況はこの枠の番組名が変更されても（『FNNレインボー発・明日の天気』→『FNN NEWS Pick Up』→『こんやのニュース』→『ユアタイム クイック』→『THE NEWSα Pick』）続いていた。しかし2018年春改編によって『THE NEWSα Pick』が終了し、フジテレビにおけるこの時間のスポットニュースは廃止されたが、一部地域の系列局ではローカルニュースや天気予報番組が継続されている。

## 概要
フジテレビでは、1963年10月から20時台のスポットタイムを導入したが、当初はニュースを編成せず日替わりで世相を斬る『一刀両断』や、様々な芸能人が社会風刺コントを繰り広げる『待ッテマシタ!』（1972年4月1日からはハナ肇とクレージーキャッツのみの出演となり、『クレージーの待ッテマシタ!』と改題）を放送、そして1965年10月より『待ッテマシタ!』の日曜日放送を廃止し、日曜日20:56 - 21:00に『ニュース・シャッター』を開始した。
1967年4月に日曜20時台が45分時代劇『ひばり・与一の花と剣』と15分番組『リレー寄席』の2本立てとなって放送枠が消滅し、1967年10月以降は放送枠は復活したものの『芸能トピックス』が放送されたため一時中断したが、1968年10月6日から『FNNニュース』として復活（これに伴い『芸能トピックス』は19:56へ繰上げ）、1973年10月1日からフジテレビが日本テレビ・TBS・NET（現：テレビ朝日）に1年遅れて、夜のスポットタイムを4分から5分に拡大するのを機に、『（クレージーの）待ッテマシタ!』を終了して毎日放送に移行、1980年9月29日からは『明日の天気』がスタートした。
1978年10月2日（音声多重放送開始）から1990年代前半には、英語の二ヶ国語放送が実施されていた（ニュース・天気共に）。
『明日の天気』での関東ローカル版BGMは1980年の放送開始から1982年頃まではアール・クルーの『Dream Come True』を、1989年頃からジョージ・ウィンストンの『Longing/Love』をそれぞれ使用していた（箱根彫刻の森美術館の映像がバックに流れていた。但し映画などの映像を流すときは、それらに関連したBGMになる。）が末期は現在と同様、FNS系列のドラマやバラエティなどの番組やフジテレビが制作に関連している映画や、フジテレビが主催などのイベントの画像と一緒に放送されエンディングのスポンサークレジットでは、気象衛星による雲の様子（最新の様子）を背景にスポンサー企業のキャッチフレーズと社名のナレーション、ロゴCGがCM代わりに流れた。天気予報は「東京」「南関東地方」「北関東地方」の3地域の天気が白の字幕で表示され、キャスターがそれを読み上げるだけであった。なお、1983年から89年までのBGMはピアノや電子音等を使用した曲など様々なBGMが2年おき位で変わっており、箱根彫刻の森美術館以外にも映画、情報カメラ（主に新宿）や夜景（お茶の水や赤坂他）、ツムライリュージョンなどの映像をバックに使っていた。
1998年3月29日をもって終了。同年3月30日からはこの時間のニュースは『FNNレインボー発・あすの天気』とタイトルを改めてスタートした。

## タイトルロゴ
1977年までは宇宙空間からの日本列島を模したイメージ、それ以降はブルーバック。1982年からはお天気カメラをバックにタイトルロゴを表示し始め、多方向から線が来てタイトルロゴを形成後、バックの映像が光線状に残像が残るエフェクトがかかる。1984年から番組終了までは『FNNニュースレポート6:00』の2代目CGからの派生で、「ニュース」の字体もそのまま流用している。また本番組をローカルニュース番組の『FTVニュース』に差し替えていた福島テレビでは、日曜早朝の『産経テレニュースFNN』を『FNNニュース』に改題した際に、本番組の1984年からのタイトルロゴを流用したことがある。

## 放送時間
| 期間      | 期間      | 月曜日       | 火曜日       | 水曜日       | 木曜日       | 金曜日       | 土曜日       | 日曜日 | 放送分 |
| --------- | --------- | ------------ | ------------ | ------------ | ------------ | ------------ | ------------ | ------ | ------ |
| 1968.10.6 | 1973.9.30 | （放送なし） | （放送なし） | （放送なし） | （放送なし） | （放送なし） | （放送なし） | 20:56  | 4分    |
| 1973.10.1 | 1975.9.28 | 20:55        | 21:25        | 20:55        | 20:55        | 20:55        | 20:55        | 20:55  | 5分    |
| 1975.9.29 | 1980.9.28 | 20:54        | 21:24        | 20:54        | 20:54        | 20:54        | 20:54        | 20:54  | 6分    |
| 1980.9.29 | 1981.3.29 | 20:54        | 21:24        | 20:54        | 20:54        | 20:54        | 20:54        | 20:54  | 3分    |
| 1981.3.30 | 1981.10.4 | 20:54        | 21:24        | 20:54        | 20:54        | 21:48        | 20:54        | 20:54  | 3分    |
| 1981.10.5 | 1982.10.3 | 20:54        | 20:54        | 20:54        | 20:54        | 21:48        | 20:54        | 20:54  | 3分    |
| 1982.10.4 | 1983.10.2 | 20:54        | 20:54        | 20:54        | 21:48        | 21:48        | 20:54        | 20:54  | 3分    |
| 1983.10.3 | 1984.4.1  | 20:54        | 20:54        | 20:54        | 20:54        | 21:48        | 20:54        | 20:54  | 3分    |
| 1984.4.2  | 1984.9.30 | 20:54        | 20:54        | 20:54        | 21:48        | 21:48        | 20:54        | 20:54  | 3分    |
| 1984.10.1 | 1986.9.28 | 20:54        | 20:54        | 20:54        | 21:48        | 20:54        | 20:54        | 20:54  | 3分    |
| 1986.9.29 | 1998.3.29 | 20:54        | 20:54        | 20:54        | 20:54        | 20:54        | 20:54        | 20:54  | 3分    |

## 担当アナウンサー
| 1968.10.6 | 1980.3.30 | （シフト勤務または不明） | （シフト勤務または不明） | （シフト勤務または不明） | （シフト勤務または不明） |                |
| 1980.3.31 | 1982.3.28 | （シフト勤務）           | （シフト勤務）           | （シフト勤務）           | 永島信道                 |                |
| 1982.3.29 | 1983.3.27 | （シフト勤務）           | （シフト勤務）           | （シフト勤務）           | 増田明男1・2             |                |
| 1983.3.28 | 1984.4.1  | （シフト勤務）           | （シフト勤務）           | （シフト勤務）           | 永島信道1・2             |                |
| 1984.4.2 | 1985.3.31 | （シフト勤務）           | （シフト勤務）           | （シフト勤務）           | （シフト勤務）           | （シフト勤務） |
| 1985.4.1 | 1986.3.30 | （シフト勤務）           | （シフト勤務）           | （シフト勤務）           | 陣内誠1                  |                |
| 1986.3.31 | 1988.3.27 | （シフト勤務）           | （シフト勤務）           | （シフト勤務）           | 永島信道                 |                |
| 1988.3.28 | 1990.4.8  | （シフト勤務）           | （シフト勤務）           | （シフト勤務）           | 山中秀樹3                |                |
| 1990.4.9 | 1990.9.30 | 青嶋達也                 | 川端健嗣                 | 川端健嗣                 | 山中秀樹3                |                |
| 1990.10.1 | 1991.3.31 | 青嶋達也                 | 青嶋達也                 | 川端健嗣                 | 山中秀樹3                |                |
| 1991.4.1 | 1992.3.29 | 青嶋達也                 | 青嶋達也                 | 向坂樹興4                | 増田明男3                |                |
| 1992.3.30 | 1992.6.28 | 青嶋達也                 | 青嶋達也                 | 軽部真一                 | 増田明男3                |                |
| 1992.6.29 | 1993.6.27 | 青嶋達也                 | 青嶋達也                 | 横井克裕5・6             | 牧原俊幸3                |                |
| 1993.6.28 | 1993.9.26 | 青嶋達也                 | 青嶋達也                 | 野島卓                   | 牧原俊幸3                |                |
| 1993.9.27 | 1994.3.31 | 青嶋達也                 | 青嶋達也                 | 牧原俊幸3                | 牧原俊幸3                |                |
| 1994.4.1 | 1997.3.30 | （シフト勤務）           | （シフト勤務）           | （シフト勤務）           | 智田裕一                 |                |
| 1997.3.31 | 1998.3.29 | （シフト勤務）           | （シフト勤務）           | （シフト勤務）           | （シフト勤務）           |                |
| - 1980年3月 - 1997年3月までの間、全員 同日最終ニュースを兼務（詳細は各番組のページを参照）。 - 1 同日夕方のニュースを兼務（詳細は各番組のページを参照）。 - 2『FNNモーニングワイド ニュース&スポーツ』を兼務 （増田は月・火曜日担当、永島は水 - 金曜日担当として）。 - 3 20時前の『FNNニュース』を兼務（同番組は稀に他のアナウンサーが担当）。 - 4 1991年10月から『THE WEEK』を兼務。 - 5 1993年3月まで『FNN World Uplink』の向坂の代役司会および『FNNスピーク』の外信コーナーを兼務（月 - 水曜日担当として）。 - 6 1993年4月から『FNN おはよう!サンライズ』のニュースコーナーを兼務。 |           |                          |                          |                          |                          |                |

平日は主に男性アナウンサーがシフト勤務で担当。例外として『FNN NEWSCOM』が放送されていた1990年4月から1994年3月までは全曜日にわたって同番組担当の男性アナウンサーが兼務していた。1994年4月の『ニュースJAPAN』開始に伴い、再びシフト勤務による交代制へ戻る。
週末は『FNNニュースレポート23:30』の担当アナウンサーが固定された1980年4月以降、最終ニュースを担当する男性アナウンサーが兼務した。当時は報道番組を担当するアナウンサーの人数自体が現在より少なく、一部のアナウンサーは夕方ニュースも含めた3番組を兼務した。例外として1997年4月以降は『ニュースJAPAN WEEKEND』のキャスターをフリーの松山香織が務めたため、シフト勤務であった。

## ネット局と提供クレジット
FNNの冠がつくネットニュースだが、系列局によって番組名の改題やオープニング映像の差し替え（番組名の改題によるものが多い）、またローカルニュースに差し替えて全国ニュースを放送しない系列局もあり、フジテレビと全く同じタイトルで放送していた系列局はほぼなかった。ただ秋田テレビは日曜日のみ、鹿児島テレビはクロスネット時代の特定の曜日にはこのタイトル・オープニング映像で放送されていた。
1992年ごろから、提供スポンサーは曜日ごとに異なる形式となった。
フジテレビを除く全ての基幹局のほか、福島テレビ、山陰中央テレビなど基幹局以外の一部でも独自タイトルに改題した上で基本的にローカルニュースを放送していたが、土日祝祭日、年末年始などの特定の日に限ってはローカルニュースではなくこちらの番組を放送していた（ただし、突発的事象などで急遽ローカルニュースからこちらの番組に変更するケースも稀にあった）。クロスネット局では番組自体が変則放送となっており、テレビ宮崎では日曜の放送が『NNNニューススポット』のため放送なし。前出の鹿児島テレビも（クロスネット時代）曜日によっては『NNNニューススポット』を優先していた。

## FNN系列局での差し替えタイトル
| 放送局名                                    | 番組名                                                                           |
| ------------------------------------------- | -------------------------------------------------------------------------------- |
| UHB→uhb 北海道文化放送 （1972年4月1日開局） | 道新ニュース→uhbニュース                                                         |
| mit 岩手めんこいテレビ （1991年4月1日開局） | 平日：mitニュース 週末：mitニュース・あすの天気                                  |
| OX 仙台放送                                 | FNN仙台放送ニュース                                                              |
| AKT 秋田テレビ                              | 平日・土曜：AKTニュース→NEWSあきた 日曜：FNN AKTニュース→FNNニュース・あすの天気 |
| YTS 山形テレビ （1993年3月31日まで）        | FNN YTSニュース                                                                  |
| SAY さくらんぼテレビ （1997年4月1日開局）   | FNN SAYニュース                                                                  |
| FTV 福島テレビ                              | 平日・土曜：FTVニュース 日曜：FNN FTVニュース                                    |
| NST 新潟総合テレビ（現：NST新潟総合テレビ） | FNNニュース・あすの天気→NSTニュース FNN                                          |
| NBS 長野放送                                | FNN NBSニュース・天気予報                                                        |
| T34→BBT 富山テレビ                          | FNN T34ニュース→FNN富山テレビニュース→FNN BBTニュース                            |
| ITC 石川テレビ                              | ITCニュース→FNN石川テレニュース                                                  |
| FTB 福井テレビ                              | 平日・土曜：福井新聞ニュース 日曜：FNN福井テレビニュース                         |
| SUT テレビ静岡                              | FNNテレビ静岡ニュース                                                            |
| THK 東海テレビ                              | 東海フラッシュニュース FNN→FNN東海テレニュース                                   |
| KTV 関西テレビ                              | KTVニュースフラッシュ                                                            |
| TSK 山陰中央テレビ                          | FNN TSKニュース                                                                  |
| OHK 岡山放送                                | OHKニュース→OHKフラッシュナイト→OHKフラッシュニュース                            |
| HTV 広島テレビ （1975年9月30日まで）        | 広島テレビニュース                                                               |
| tss テレビ新広島 （1975年10月1日開局）      | tssニュース FNN                                                                  |
| EBC 愛媛放送（現：テレビ愛媛）              | EBCニュース                                                                      |
| KSS 高知さんさんテレビ （1997年4月1日開局） | SUNSUNニュース&お天気                                                            |
| TNC テレビ西日本                            | TNCニュース                                                                      |
| sts サガテレビ                              | FNN stsニュース                                                                  |
| KTN テレビ長崎                              | KTNニューススポット→KTNニュース                                                  |
| TOS テレビ大分                              | TOSニュース                                                                      |
| TKU テレビ熊本                              | TKUニュース→TKU NEWS                                                             |
| UMK テレビ宮崎                              | 平日・土曜：UMKニュース FNN ※日曜は『NNNニューススポット』をネット。             |
| KTS 鹿児島テレビ                            | KTSニュース・天気予報 FNN                                                        |
| OTV 沖縄テレビ                              | FNN OTVニュース                                                                  |